# Ризофора остроконечная
Ризофора остроконечная (лат. Rhizophora mucronata) — вид растений семейства Ризофоровые. Является одним из основных мангровых растений.

## Описание
Ветвистое вечнозелёное дерево, достигающее высоты 25 м, редко 30 м и даже 35 м. Диаметр ствола может достигать 50—70 см, причём к 35—40 годам — 19 см. Характерны многочисленные ветвящиеся опорные воздушные корни. На плантациях вырастает в высоту на 6 м за 7 лет. Одно из наиболее устойчивых к соли растений, может переносит солёность 40 ‰, однако оптимальной является 8-33 ‰.
- Воздушные корни
- Цветок и плоды
- Плоды с проростками
- Мангровый лес на острове Ириомоте. Япония

## Места произрастания
Образует преимущественно чистые плотные древостои во внешней стороне мангровых лесов, в нижней части приливно-отливной зоны, в местах, ежедневно затопляемых высокими приливами и с ощутимым воздействием прибоя. Широко распространён в Восточном полушарии по берегам Индийского океана и западной части Тихого океана. На многих побережьях Индийского океана является единственным представителем рода Ризофора, сосуществуя с бругиерой и цериопсом. В индомалайском регионе произрастает преимущественно в смеси с видами Rhizophora apiculata и Rhizophora stylosa, при этом при продвижении к востоку её присутствие в мангровом древостое становится всё менее заметным.
В Южной Азии произрастает на территории государств Бангладеш, Бруней, Камбоджа, Тайвань, Япония, Индия, Индонезия, Малайзия, Мьянма, Пакистан, Сингапур, Таиланд, Шри Ланка, Филиппины, и юг Вьетнама. В Австралазии ареал захватывает северо-восток Австралии, страны Федеративные Штаты Микронезии, Палау, Папуа — Новая Гвинея, Соломоновы острова, Вануату. В Восточной Африке и на Ближнем Востоке встречается  в Египте, Эритрее, Иране, Кении, на Мадагаскаре, Мальдивах, Маврикии, Сейшелах, в Мозамбике, Саудовской Аравии, Сомали, Судане Танзании, Йемене, Омане, ОАЭ и в ЮАР.

## Использование
Древесина ценится как конструкционный материал, также используется как топливо в виде дров и древесного угля. Содержащийся в коре танин используется в медицине. Высаживается вдоль прудов для защиты их берегов. В пределах своего ареала является наиболее предпочитаемым видом при лесовосстановлении мангров.